# Josep Alemany (organista)
Josep Alemany fou organista de la Basílica de Santa Maria de Castelló d'Empúries (Alt Empordà) entre els anys 1637 i 1645.